# Persone di cognome Petrović
| Questa pagina contiene informazioni ricavate automaticamente dalle voci biografiche con l'ausilio del template Bio e di un bot. L'aggiornamento è periodico e automatico e ricostruisce completamente la pagina. Se manca una persona in questa lista, sei pregato di non aggiungerla, ma accertati piuttosto che la sua voce biografica contenga il template Bio e che i dati anagrafici siano correttamente compilati. Se il template Bio manca, inseriscilo tu stesso o, in alternativa, metti l'avviso {{tmp\|Bio}} che ne segnala la mancanza. Se i dati riportati sono sbagliati, correggi direttamente la voce biografica; le modifiche saranno visibili in questa lista entro pochi giorni. Per chiarimenti vedi il progetto biografie. La lista contiene solo le 44 persone che sono citate nell'enciclopedia e per le quali è stato implementato correttamente il template Bio. Pagina aggiornata al 3 nov 2022. |

Questa è una lista di persone presenti nell'enciclopedia che hanno il cognome Petrović, suddivise per attività principale.

## Allenatori di calcio(5)
- Ljupko Petrović, allenatore di calcio e ex calciatore serbo (Brusnica Velika, n.1947)
- Mihailo Petrović, allenatore di calcio e ex calciatore serbo (Loznica, n.1957)
- Slavko Petrović, allenatore di calcio e ex calciatore serbo (Belgrado, n.1958)
- Vladimir Petrović, allenatore di calcio e ex calciatore serbo (Belgrado, n.1955)
- Željko Petrović, allenatore di calcio e ex calciatore montenegrino (Nikšić, n.1965)

## Arbitri di calcio(1)
- Zoran Petrović, ex arbitro di calcio jugoslavo (Belgrado, n.1952)

## Calciatori(20)
- Aleksandar Petrović, ex calciatore serbo (Belgrado, n.1983)
- Aleksandar Petrović, calciatore serbo (Belgrado, n.1985)
- Aleksandar Radomir Petrović, calciatore serbo (Belgrado, n.1985)
- Alen Petrović, ex calciatore croato (Osijek, n.1969)
- Ana Petrović, calciatrice croata (Osijek, n.1989)
- Branimir Petrović, ex calciatore e allenatore di calcio serbo (Užice, n.1982)
- Gabriel Petrović, ex calciatore svedese (Solna, n.1984)
- Ivan Petrović, calciatore serbo (Kragujevac, n.1993)
- Milovan Petrović, calciatore macedone (Kavadarci, n.1990)
- Miloš Petrović, calciatore serbo (Niš, n.1990)
- Miomir Petrović, calciatore jugoslavo (n.1922 - † 2002)
- Nemanja Petrović, calciatore serbo (Valjevo, n.1992)
- Njegoš Petrović, calciatore serbo (Krupanj, n.1999)
- Ognjen Petrović, calciatore jugoslavo (Kruševac, n.1948 - Belgrado, † 2000)
- Rade Petrović, calciatore montenegrino (n.1982)
- Radosav Petrović, calciatore serbo (Ub, n.1989)
- Saša Petrović, ex calciatore jugoslavo (Podgorica, n.1966)
- Todor Petrović, calciatore serbo (Glamoč, n.1994)
- Vladimir Petrović, ex calciatore croato (Teslić, n.1972)
- Đorđe Petrović, calciatore serbo (Požarevac, n.1999)

## Cantanti(1)
- Ljiljana Petrović, cantante jugoslava (Bosanski Brod, n.1939 - Novi Sad, † 2020)

## Cestisti(6)
- Aza Petrović, ex cestista e allenatore di pallacanestro jugoslavo (Sebenico, n.1959)
- Boban Petrović, cestista jugoslavo (Kruševac, n.1957 - † 2021)
- Dražen Petrović, cestista jugoslavo (Sebenico, n.1964 - Denkendorf, † 1993)
- Sonja Petrović, ex cestista serba (Belgrado, n.1989)
- Veselin Petrović, ex cestista e allenatore di pallacanestro serbo (Sarajevo, n.1977)
- Vladimir Petrović, cestista serbo (Belgrado, n.1977)

## Compositori di scacchi(1)
- Nenad Petrović, compositore di scacchi croato (Zagabria, n.1907 - Zagabria, † 1989)

## Militari(1)
- Karađorđe Petrović, militare serbo (Viševac, n.1762 - Radovanje, † 1817)

## Pallanuotisti(2)
- Antonio Petrović, pallanuotista montenegrino (Cattaro, n.1982)
- Zoran Petrović, ex pallanuotista jugoslavo (Belgrado, n.1960)

## Pallavolisti(2)
- Aleksandra Petrović, pallavolista serba (Novi Sad, n.1987)
- Žarko Petrović, pallavolista e dirigente sportivo serbo (Novi Sad, n.1964 - Novi Sad, † 2007)

## Partigiani(1)
- Ruža Petrović, partigiana e antifascista croata (Gimino, n.1911 - Pola, † 1958)

## Pittori(1)
- Nadežda Petrović, pittrice serba (Čačak, n.1873 - Valjevo, † 1915)

## Poeti(1)
- Veljko Petrović, poeta e scrittore serbo (Sombor, n.1884 - Belgrado, † 1967)

## Registi(1)
- Aleksandar Petrović, regista serbo (Parigi, n.1929 - Parigi, † 1994)

## Tennisti(1)
- Danilo Petrović, tennista serbo (Belgrado, n.1992)